# 新橫濱站

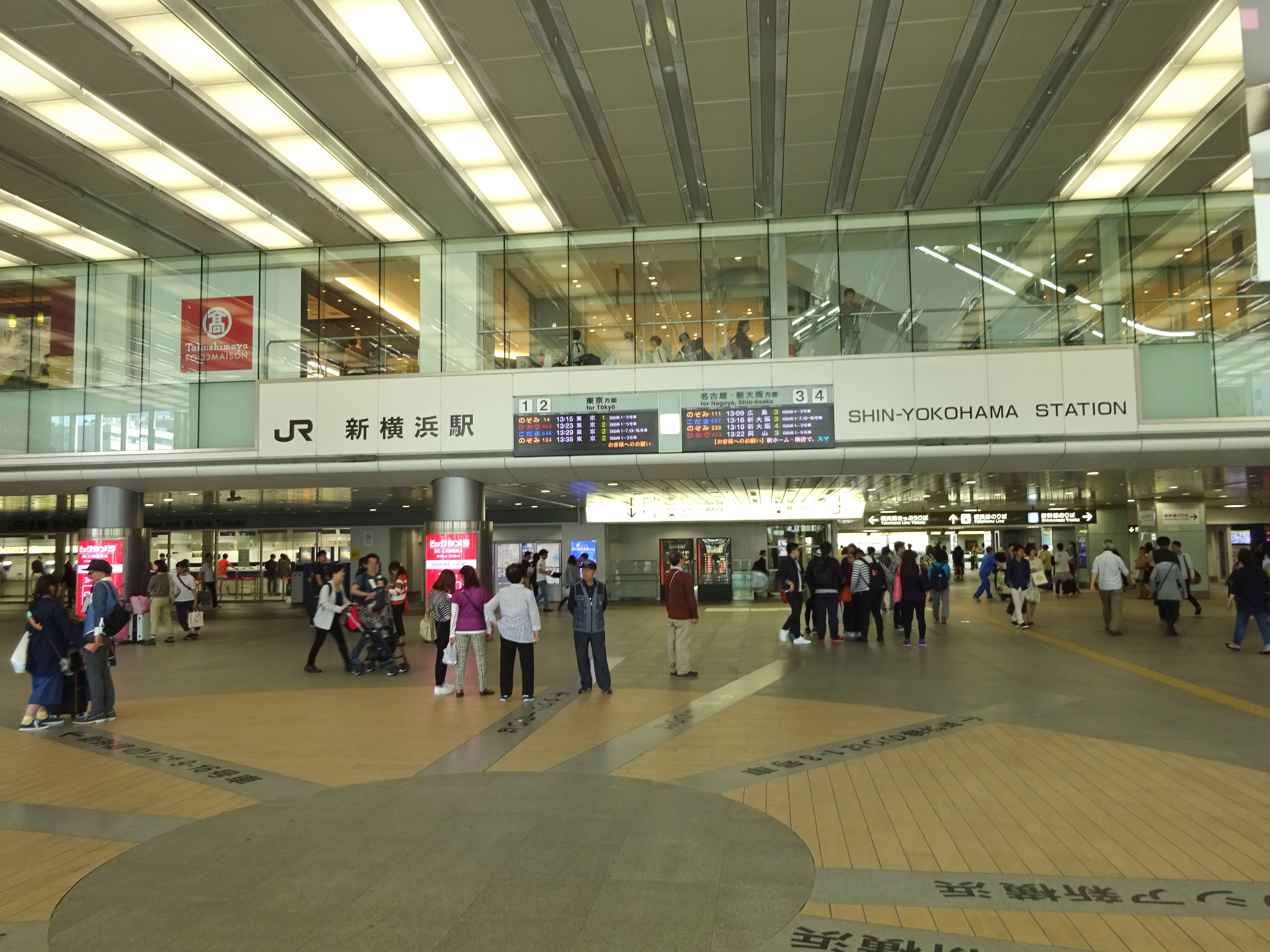
JR大堂

新橫濱站（日语：／ Shin-yokohama eki */?）是東海旅客鐵道（JR東海）、東日本旅客鐵道（JR東日本）、橫濱市交通局（橫濱市營地下鐵）、相模鐵道（相鐵新橫濱線）和東急電鐵（東急新橫濱線）的鐵路車站。站區位於神奈川縣橫濱市港北區篠原町及新橫濱二丁目。2000年（平成12年），入選關東車站百選（第四回）。

## 停站路線
此站有JR東海的東海道新幹線、JR東日本的橫濱線、橫濱市營地下鐵的藍線（3號線）3條路線停靠。當中，橫濱線、橫濱市營地下鐵藍線、相鐵與東急車站設有車站編號。
- JR東海： 東海道新幹線
- JR東日本： 橫濱線 - 車站編號「JH 16」
- 橫濱市交通局： 橫濱市營地下鐵藍線 - 車站編號「B25」
- 相模鐵道： 相鐵新橫濱線 - 車站編號「SO52」
- 東急電鐵： 東急新橫濱線 - 車站編號「SH01」

JR東海、JR東日本車站根據特定都區市內制度屬於「橫濱市內」。另外，東海道新幹線車站的營業距離採用橫濱站。同時，此站起使用東海道新幹線的情況，仍被視為自橫濱站起的在來線（東海道本線）乘車的同等距離計算。

## 車站構造

### JR東海
島式月台2面4線的地面車站。本站設有東和西閘口，也有兩個和JR東日本聯絡的轉乘閘口。現時新橫濱站停靠所有等級的列車。

#### 月台配置

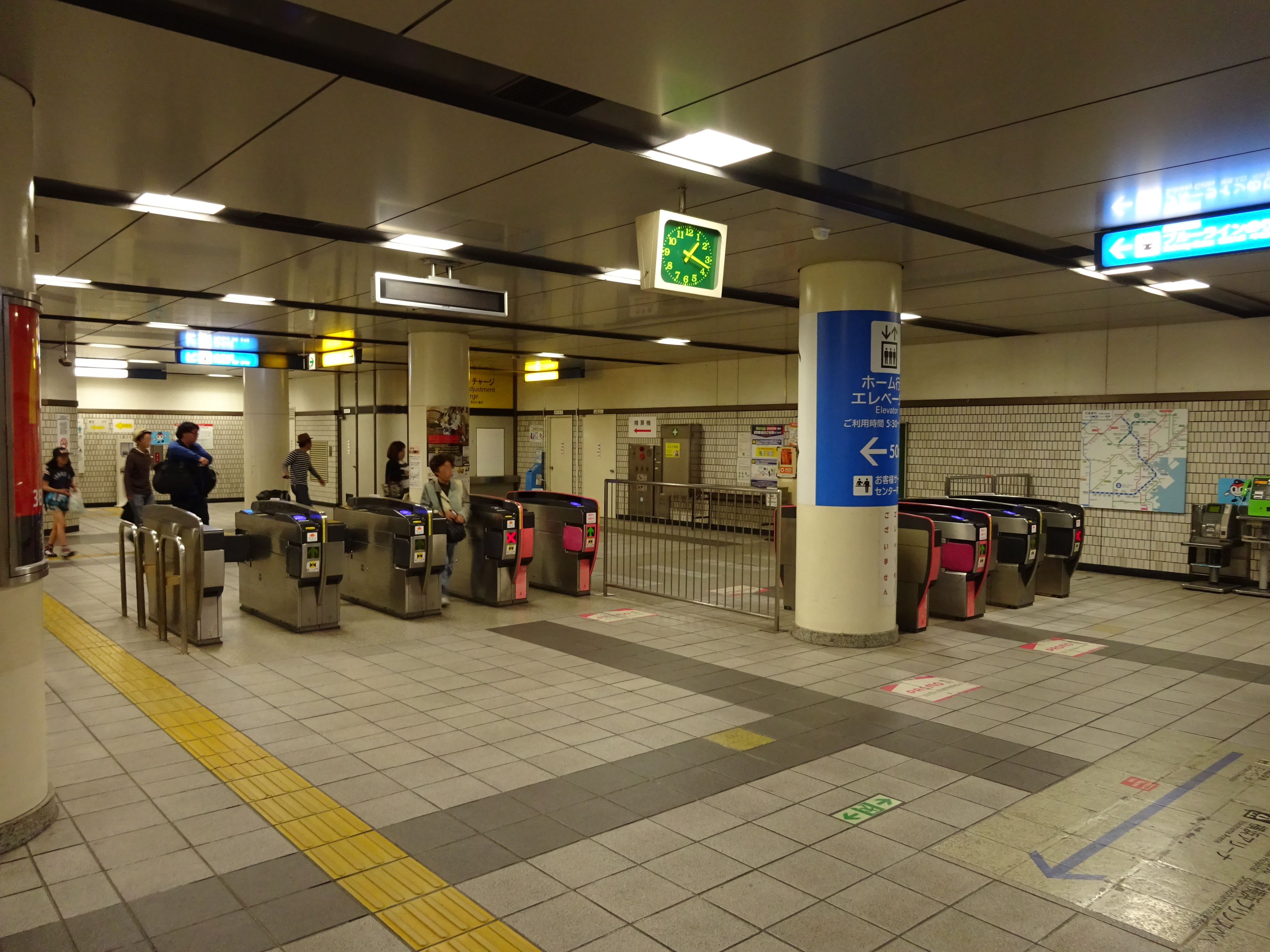
JR側閘口（2016年5月）
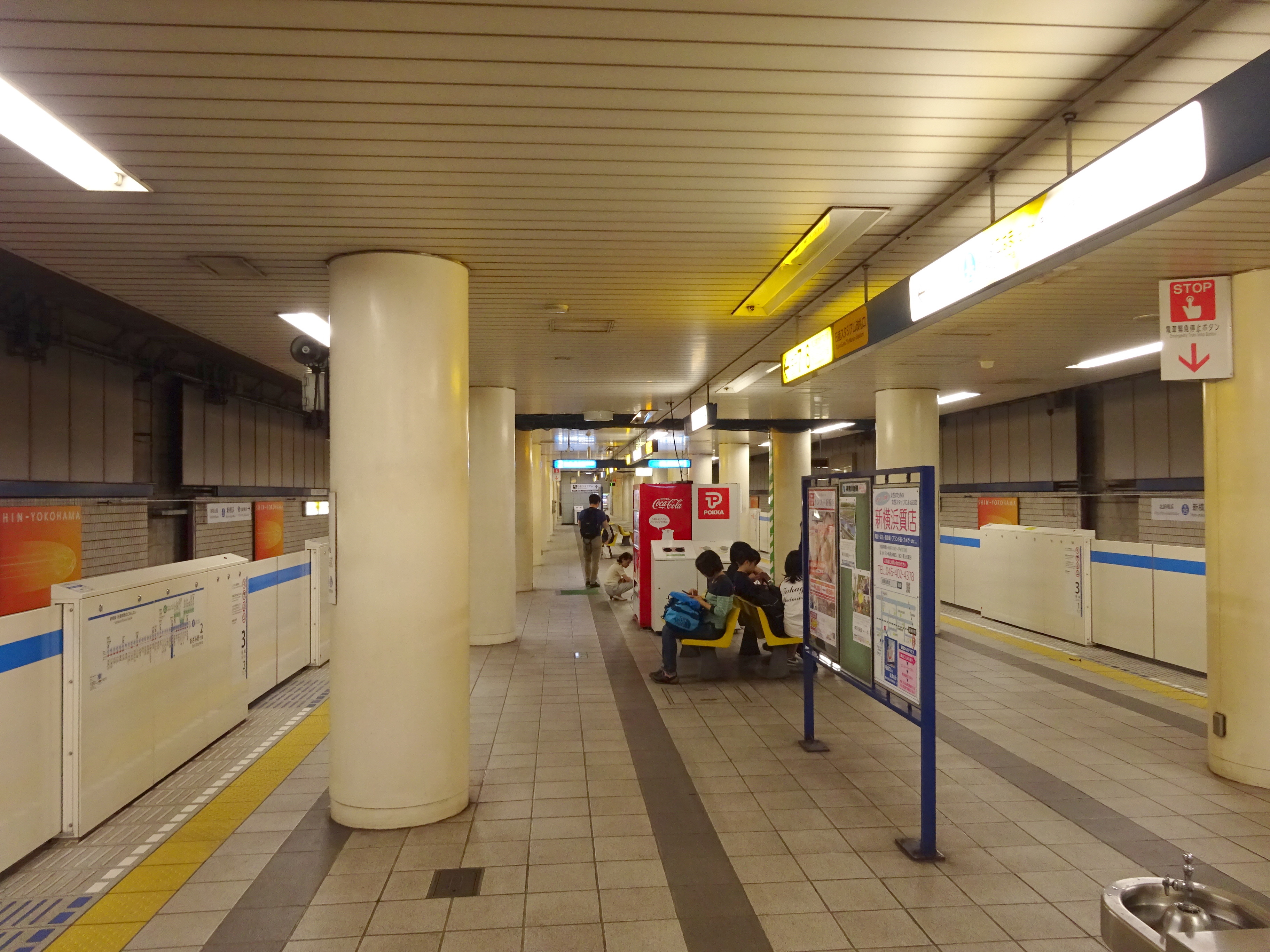
月台（2016年5月）

| 月台 | 路線         | 方向 | 目的地             |
| ---- | ------------ | ---- | ------------------ |
| 1、2 | 東海道新幹線 | 上行 | 東京方向           |
| 3、4 | 東海道新幹線 | 下行 | 名古屋、新大阪方向 |

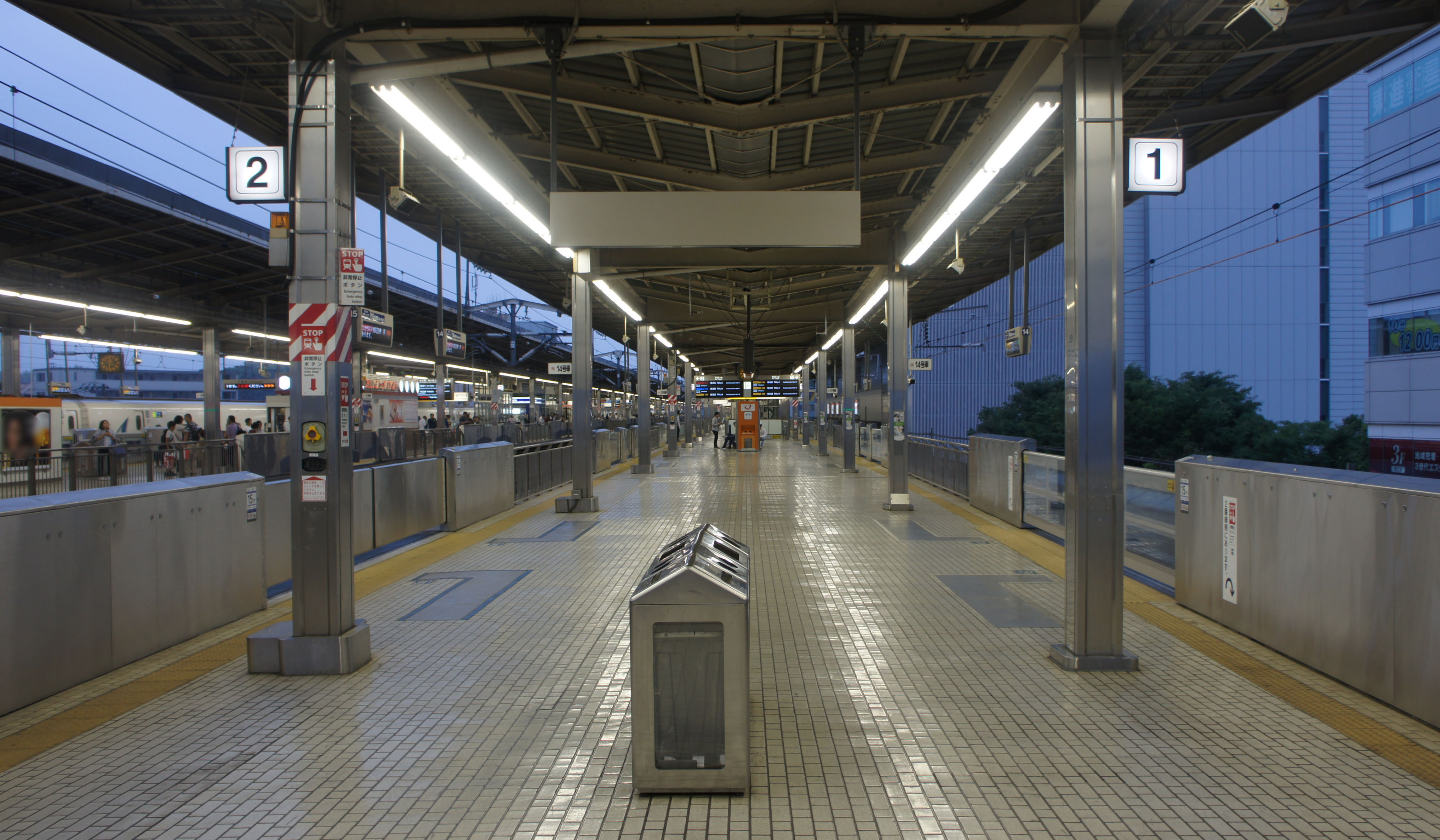
1、2號月台（2019年6月）
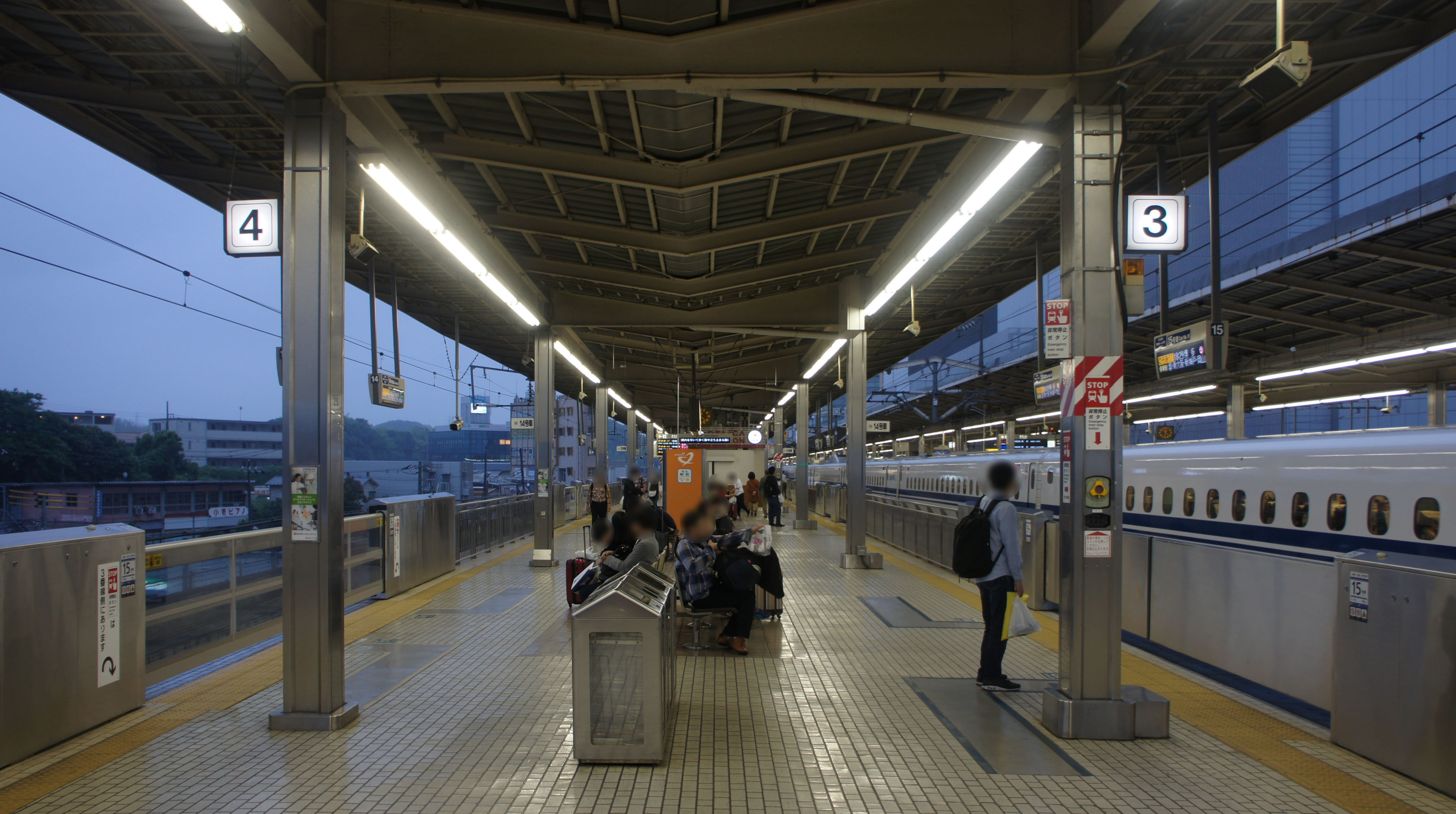
3、4號月台（2019年6月）
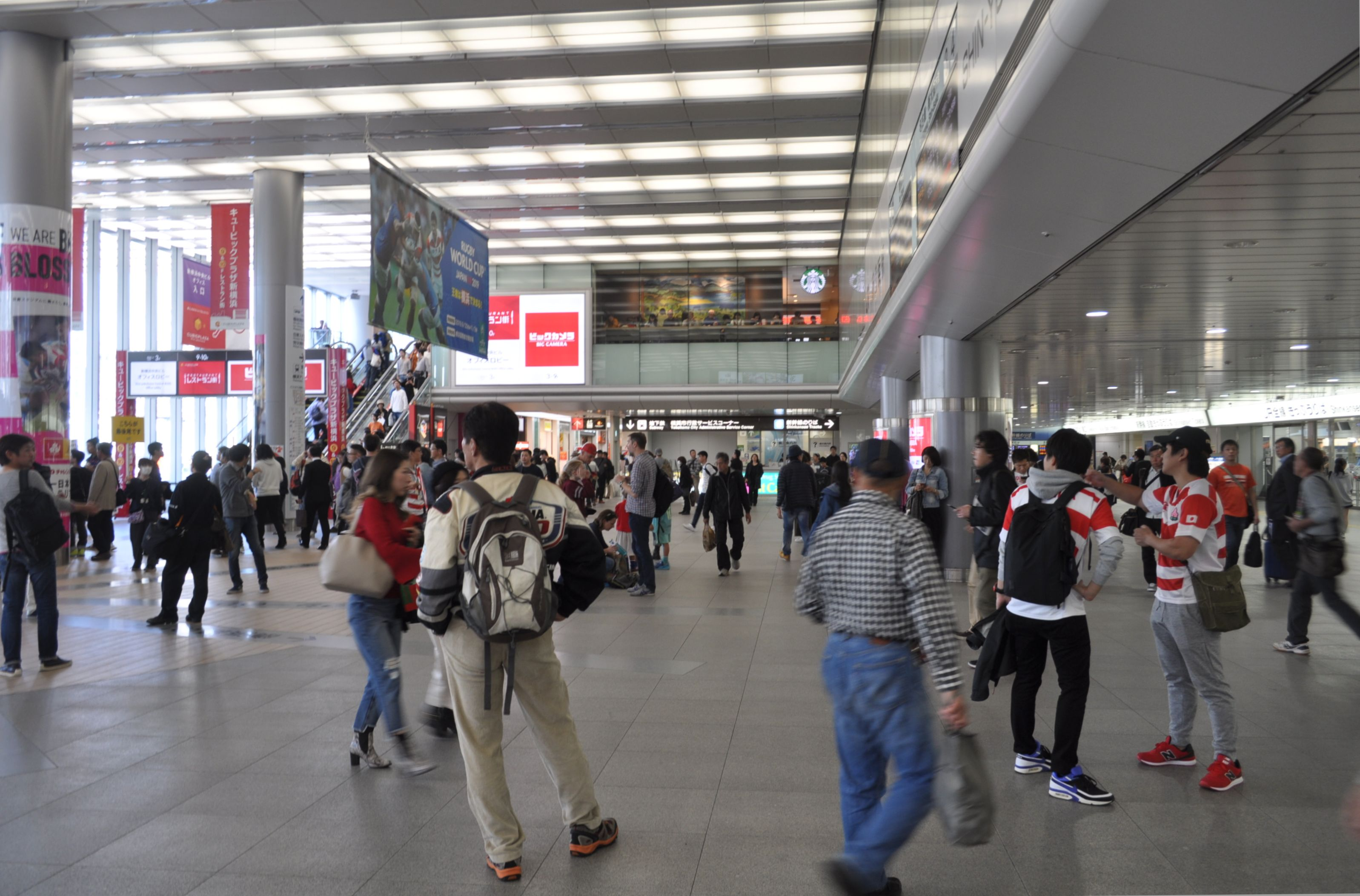
新幹線車站構內（2017年11月）
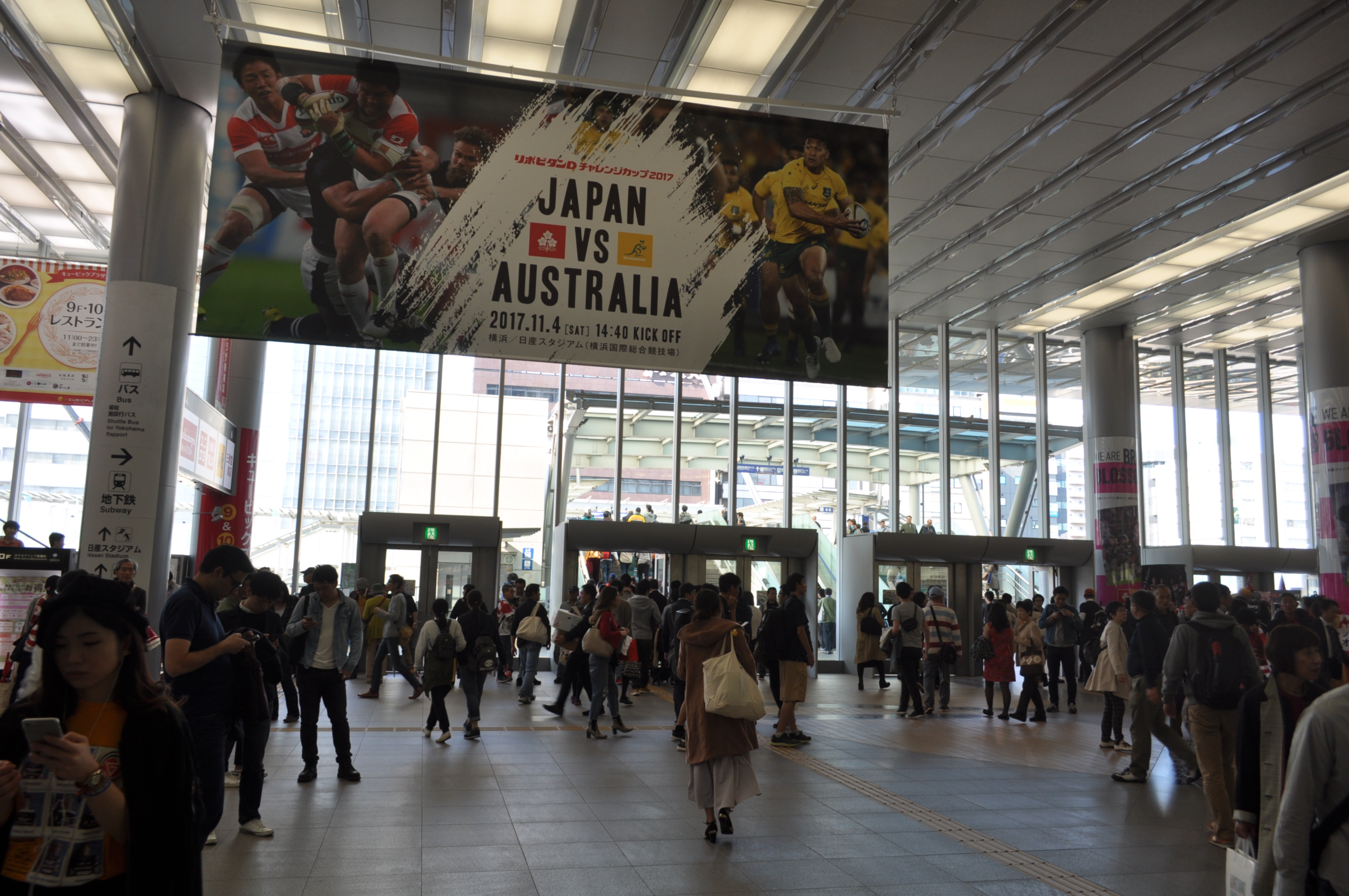
同左（2017年11月）
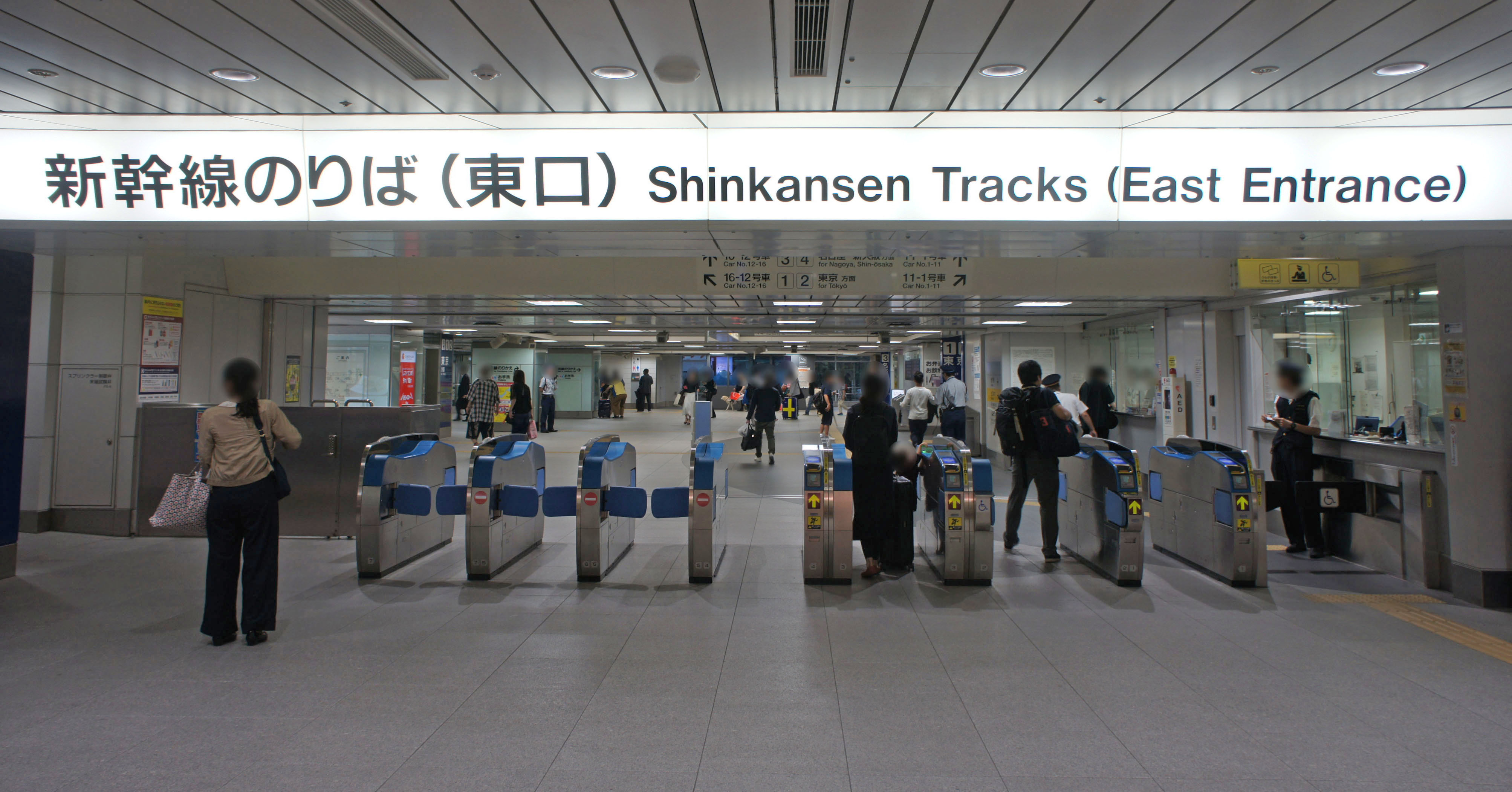
東閘口（2019年6月）
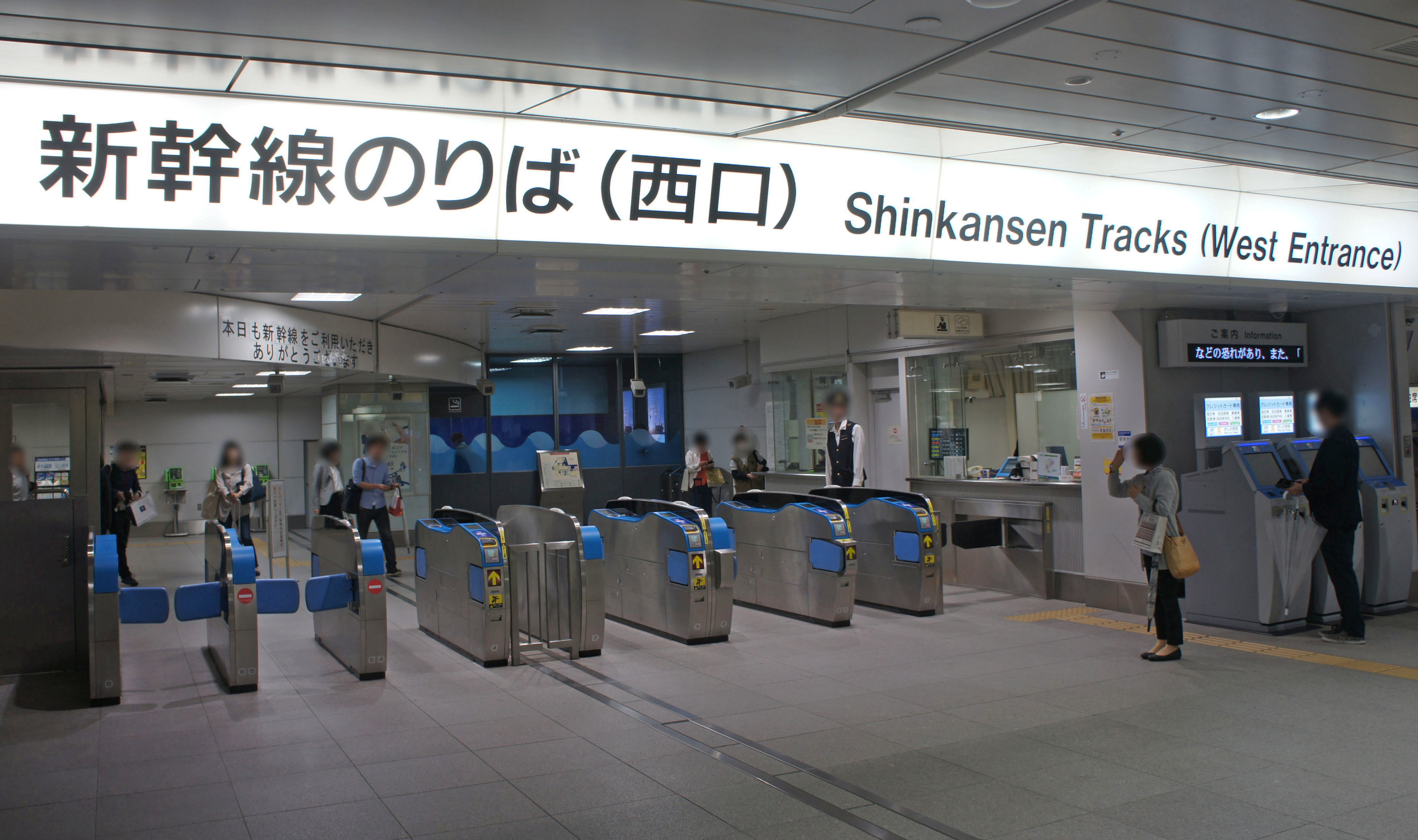
西閘口（2019年6月）
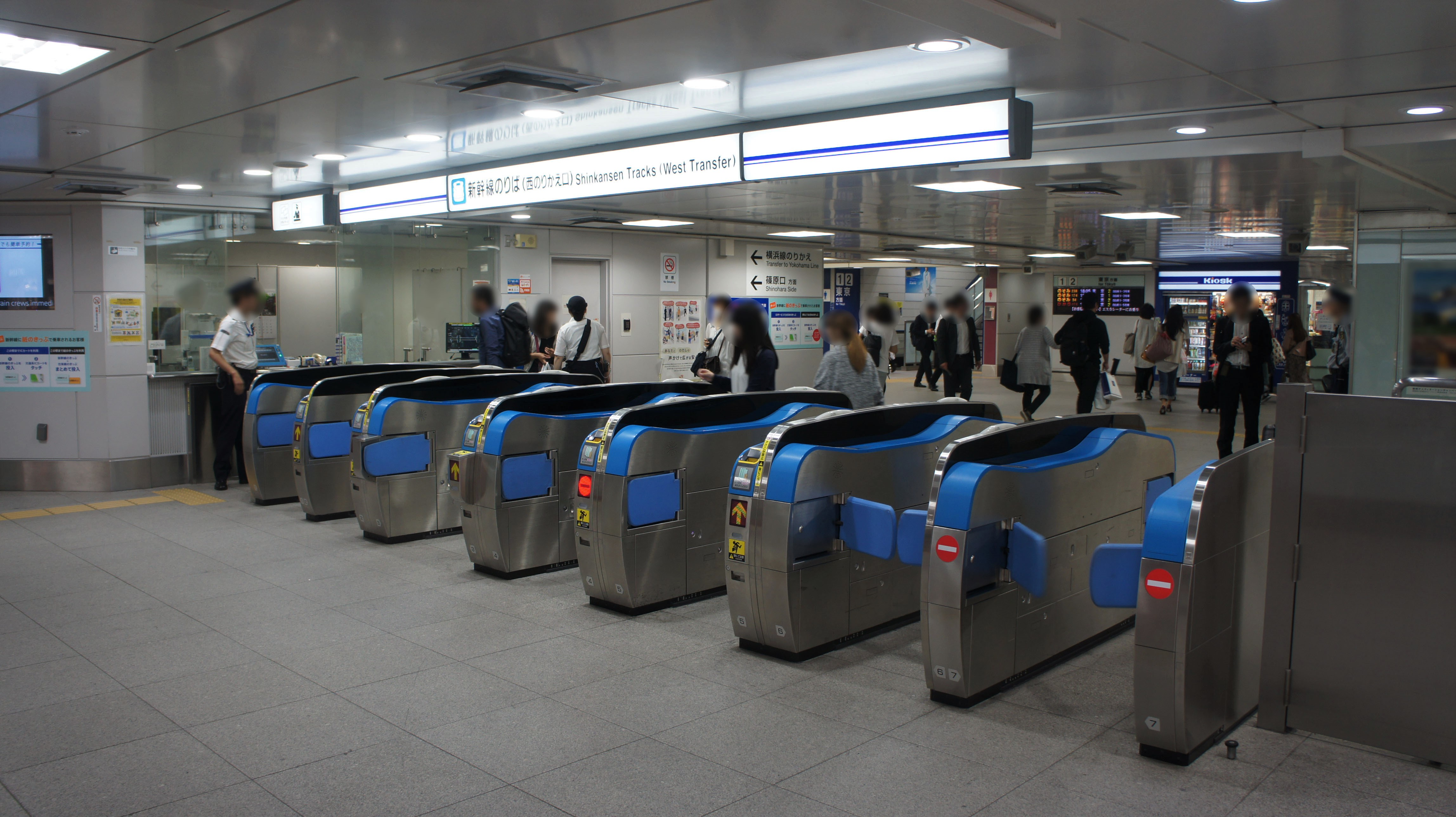
新幹線西轉乘口（2019年6月）
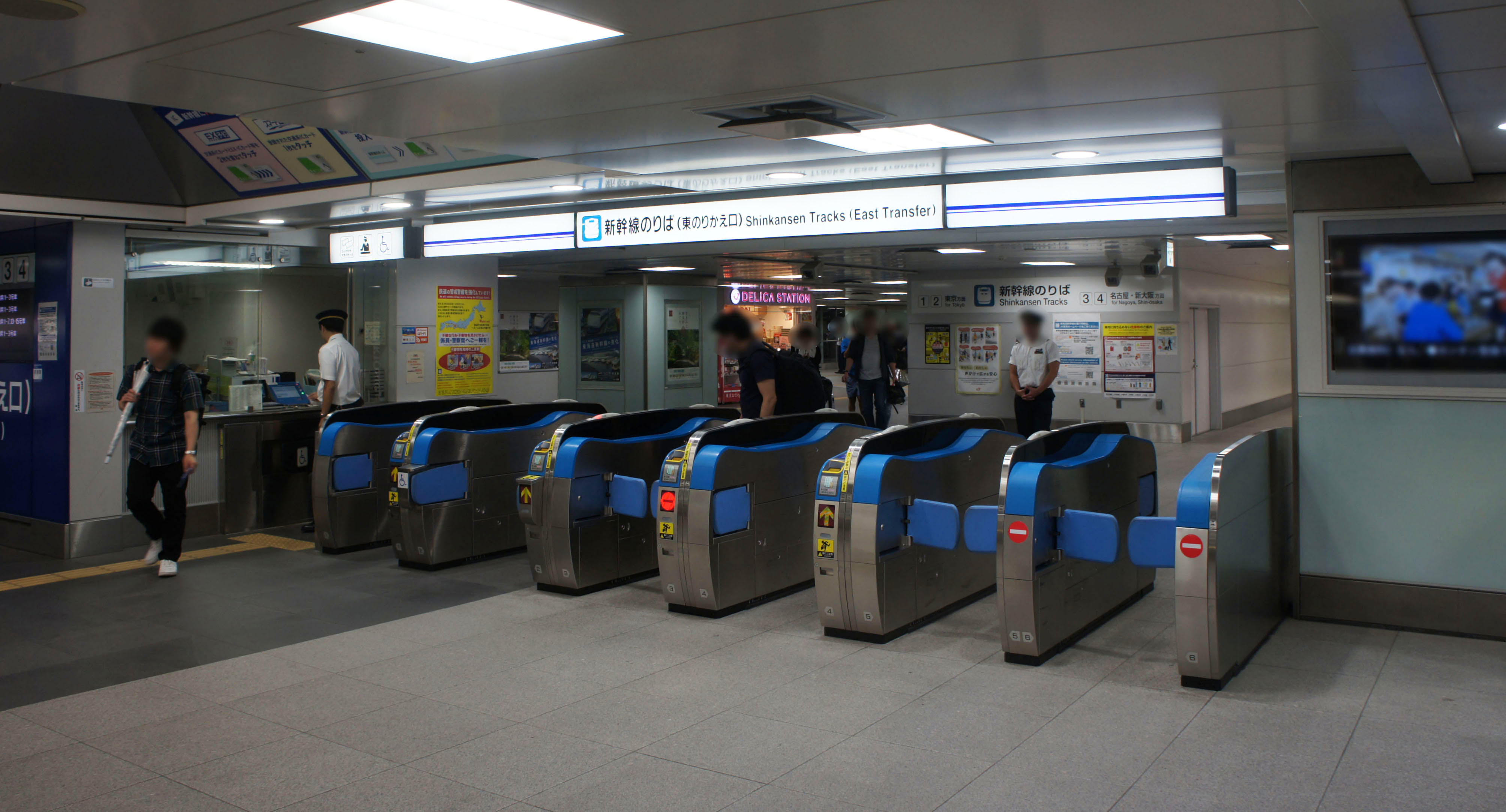
新幹線東轉乘口（2019年6月）

### JR東日本
島式月台1面2線的地面車站。此站擁有兩個閘口，分別是北口閘口和篠原口閘口。

#### 月台配置
| 月台 | 路線   | 方向 | 目的地                               |
| ---- | ------ | ---- | ------------------------------------ |
| 5    | 橫濱線 | 上行 | 菊名、東神奈川、橫濱、大船方向       |
| 6    | 橫濱線 | 下行 | 中山、長津田、町田、橋本、八王子方向 |

（來源：JR東日本:車站構內圖 （页面存档备份，存于））

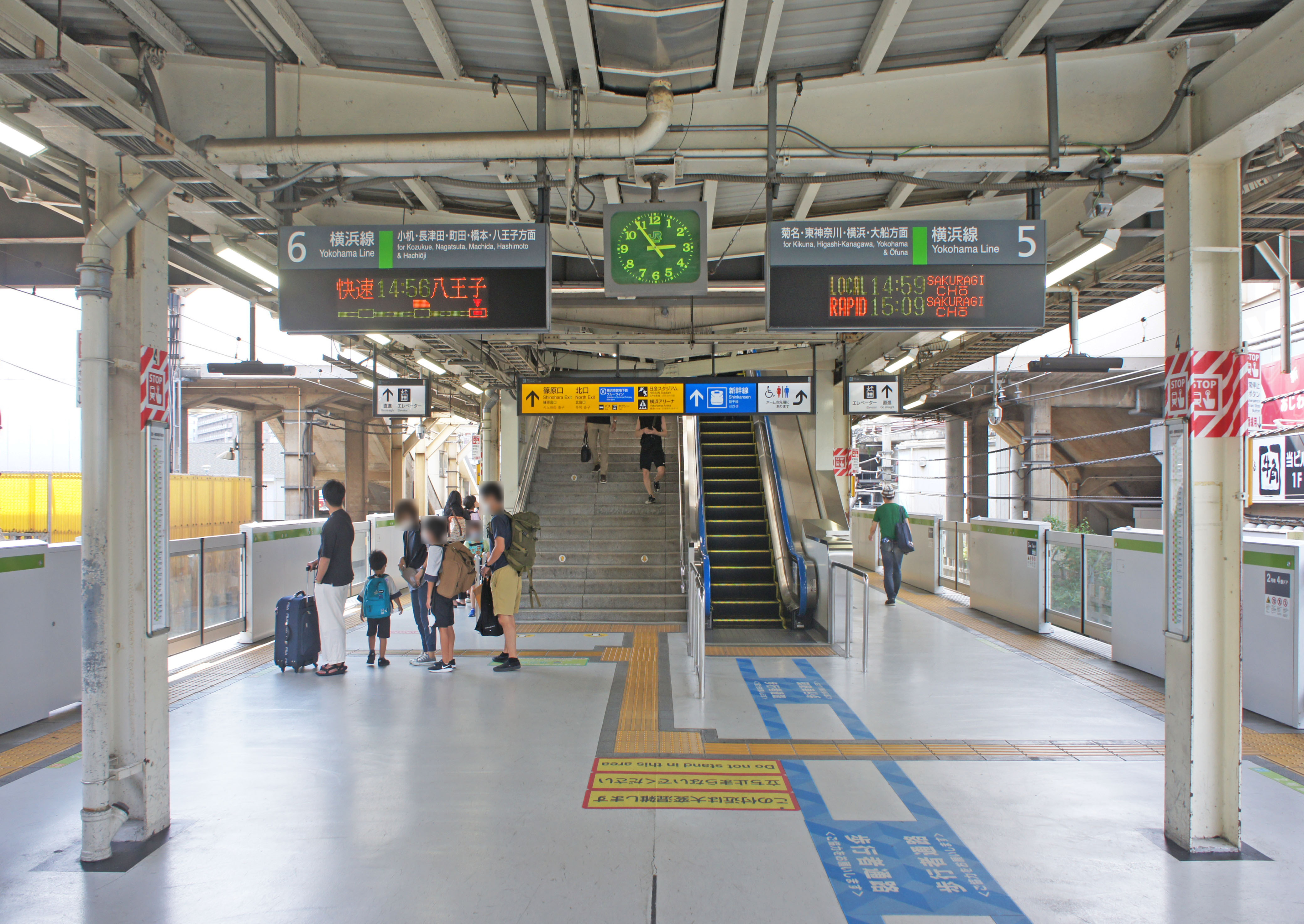
5、6號月台（2022年8月）
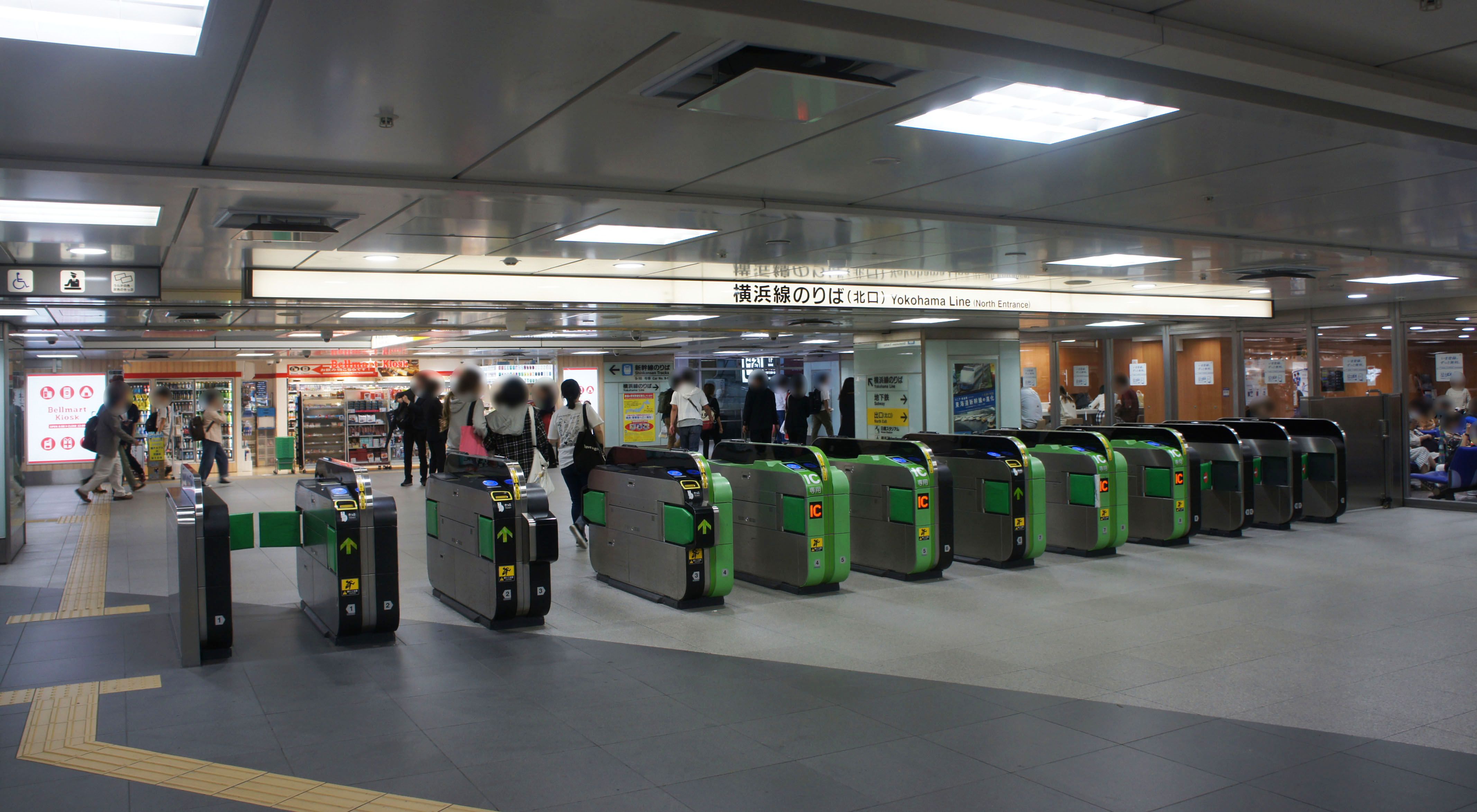
北口閘口（2019年6月）
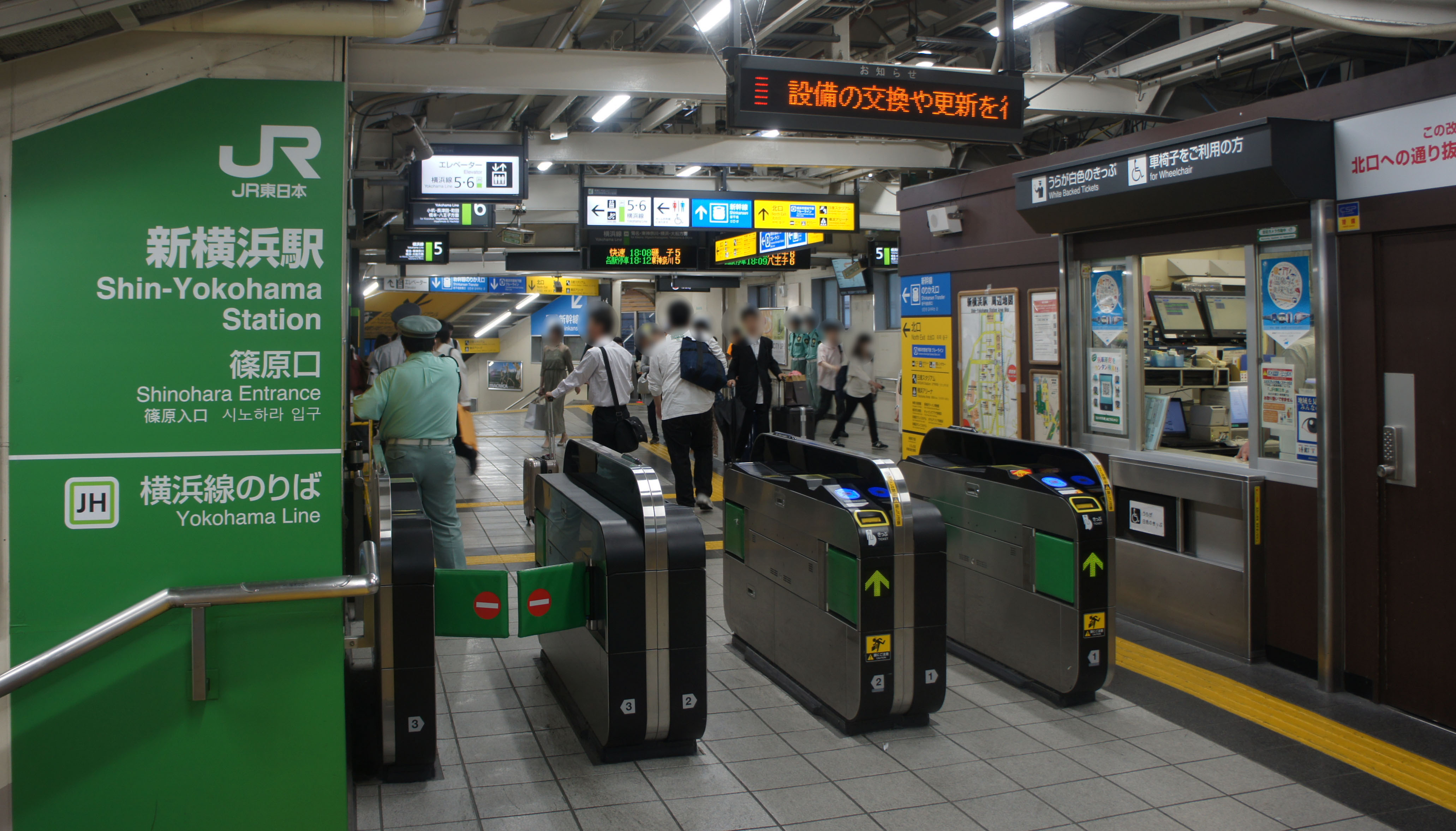
篠原口閘口（2019年6月）

### 橫濱市交通局
市營地鐵的票閘大堂是一個橫貫西北至東南的長型走廊，位於東南方的一號入口較接近JR列車大堂。同層共有3組不相連的票閘，西北和中央票閘付費區設有連接列車月台的升降機。大堂走廊的中央連接相鐵·東急的兩個票閘大堂，如此構成了一個十字型的市營地鐵與東急與相鐵的綜合大堂。市營地鐵中央票閘是為了配合相鐵·東急直通運行於2023年3月11日落成啟用，而原有地鐵大堂連接地面的出入口編號亦爲了配合相鐵·東急大堂而進行小修改。

#### 月台配置
| 月台 | 路線          | 目的地           |
| ---- | ------------- | ---------------- |
| 1    | 藍線（3號線） | 橫濱、湘南台方向 |
| 2    | 藍線（3號線） | 中心南、薊野方向 |

- JR側閘口（2016年5月）
- 月台（2016年5月）

### 東急電鐵、相模鐵道
本站位於環狀2號線地下，與橫濱市營地下鐵相交。是相模鐵道和東急電鐵的共同使用站，相模鐵道管理南口，東急電鐵管理北口。
島式月台2面3線的地下車站。
本站月台位於橫濱市營地鐵藍線月台之下，動工時對市營地鐵月台之下進行了地基加固。整個相鐵·東急車站一直在沒有中斷市營地鐵藍線運作下完成，為此日本土木學會於2020年給所有參與工程的承辦商發出表揚獎狀。本站是神奈川東部方面線相鐵·東急直通線的一個重點建築，新線開通後由於接通了相鐵和東急的鐵路網絡而大幅強化了新橫濱站對縣內甚至是東京都的交通接駁，JR東海預期新線會為新橫濱站帶來新增客流，而在相鐵·東急直通線開通日起加開希望號列車於新橫濱站始發往名古屋和新大阪的特別班次。

#### 月台配置
| 月台 | 路線         | 方向 | 目的地                                                       |
| ---- | ------------ | ---- | ------------------------------------------------------------ |
| 1、2 | 相鐵新橫濱線 | 下行 | 羽澤橫濱國大、西谷、直通運行達二俁川、大和、海老名、湘南台   |
| 3、4 | 東急新橫濱線 | 上行 | 新綱島、日吉、直通運行達澀谷、池袋、目黑、赤羽岩淵、西高島平 |

周日深夜會有一班往武藏小杉的列車於一號月台發車。

## 利用狀況
- JR東海 - 2016年度的1日平均上車人次為32,682人。
橫濱線、市營地下鐵沿線與京王線、小田原線、田園都市線、東橫線等與橫濱線車站直接連結的路線使用者，此站是作為長距離移動的新幹線轉車站。2013年度上車人次超過了3萬人。
- JR東日本 - 2019年度的1日平均上車人次為65,351人[利用客数 1]。
該社之中排行第72位，橫濱線乘客次於町田站、八王子站、橋本站排行第4位（至2012年度為止次於長津田站排行第5位）。2015年度上車人次超過了6萬人。
- 橫濱市營地下鐵 - 2017年度的1日平均上下車人次為71,952人[乗降データ 1]。
該局車站當中之於上大岡站排行第8位。

### 各年度1日平均上下車人次
近年的1日平均上下車人次推移如下表。
| 年度               | 橫濱市營地下鐵     | 橫濱市營地下鐵 |
| 年度               | 1日平均 上下車人次 | 增長率         |
| ------------------ | ------------------ | -------------- |
| 1999年（平成11年） | 61,592             |                |
| 2000年（平成12年） | 64,035             | 4.0%           |
| 2001年（平成13年） | 64,772             | 1.2%           |
| 2002年（平成14年） | 65,714             | 1.5%           |
| 2003年（平成15年） | 65,463             | −0.4%          |
| 2004年（平成16年） | 66,410             | 1.4%           |
| 2005年（平成17年） | 68,179             | 2.7%           |
| 2006年（平成18年） | 69,549             | 2.0%           |
| 2007年（平成19年） | 73,715             | 6.0%           |
| 2008年（平成20年） | 64,679             | −12.3%         |
| 2009年（平成21年） | 65,050             | 0.6%           |
| 2010年（平成22年） | 65,555             | 0.8%           |
| 2011年（平成23年） | 64,530             | −1.6%          |
| 2012年（平成24年） | 64,668             | 0.2%           |
| 2013年（平成25年） | 67,894             | 5.0%           |
| 2014年（平成26年） | 66,547             | −2.0%          |
| 2015年（平成27年） | 68,976             | 3.7%           |
| 2016年（平成28年） | 70,549             | 2.3%           |
| 2017年（平成29年） | 71,952             | 2.0%           |
| 2018年（平成30年） | 74,018             | 2.9%           |

### 各年度1日平均上車人次（1984年 - 2000年）
近年的1日平均上車人次推移如下表。
| 年度               | JR東海 | JR東日本 | 橫濱市營 地下鐵 | 來源               |
| ------------------ | ------ | -------- | --------------- | ------------------ |
| 1984年（昭和59年） |        |          | 9,333           |                    |
| 1985年（昭和60年） |        |          | 8,272           |                    |
| 1986年（昭和61年） |        |          | 10,485          |                    |
| 1987年（昭和62年） |        |          | 12,850          |                    |
| 1988年（昭和63年） |        |          | 15,227          |                    |
| 1989年（平成元年） |        |          | 17,463          |                    |
| 1990年（平成02年） | 16,087 | 28,021   | 19,333          |                    |
| 1991年（平成03年） |        | 30,541   | 20,536          |                    |
| 1992年（平成04年） |        | 36,029   | 22,802          |                    |
| 1993年（平成05年） |        | 35,873   | 26,912          |                    |
| 1994年（平成06年） |        | 36,708   | 27,533          |                    |
| 1995年（平成07年） | 20,627 | 38,010   | 28,198          | [ 乗降データ 2 ]   |
| 1996年（平成08年） |        | 39,915   | 29,350          |                    |
| 1997年（平成09年） |        | 40,714   | 30,576          |                    |
| 1998年（平成10年） | 22,153 | 40,925   | 31,111          | [ 神奈川県統計 1 ] |
| 1999年（平成11年） | 22,209 | 43,259   | 31,287          | [ 神奈川県統計 2 ] |
| 2000年（平成12年） | 23,405 | 44,226   | 32,120          | [ 神奈川県統計 2 ] |

### 各年度1日平均上車人次（2001年以後）
| 年度               | JR東海 | JR東日本 | 橫濱市營 地下鐵 | 來源                |
| ------------------ | ------ | -------- | --------------- | ------------------- |
| 2001年（平成13年） | 24,236 | 45,583   | 32,962          | [ 神奈川県統計 3 ]  |
| 2002年（平成14年） | 24,871 | 46,537   | 32,902          | [ 神奈川県統計 4 ]  |
| 2003年（平成15年） | 25,312 | 47,073   | 33,071          | [ 神奈川県統計 5 ]  |
| 2004年（平成16年） | 26,577 | 47,894   | 33,931          | [ 神奈川県統計 6 ]  |
| 2005年（平成17年） | 27,694 | 48,040   | 34,253          | [ 神奈川県統計 7 ]  |
| 2006年（平成18年） | 28,476 | 49,999   | 34,885          | [ 神奈川県統計 8 ]  |
| 2007年（平成19年） | 29,605 | 52,110   | 36,610          | [ 神奈川県統計 9 ]  |
| 2008年（平成20年） | 29,949 | 52,725   | 32,120          | [ 神奈川県統計 10 ] |
| 2009年（平成21年） | 27,900 | 53,629   | 32,347          | [ 神奈川県統計 11 ] |
| 2010年（平成22年） | 28,570 | 56,415   | 32,708          | [ 神奈川県統計 12 ] |
| 2011年（平成23年） | 28,956 | 56,666   | 32,255          | [ 神奈川県統計 13 ] |
| 2012年（平成24年） | 29,648 | 57,439   | 32,323          | [ 神奈川県統計 14 ] |
| 2013年（平成25年） | 30,817 | 59,457   | 33,973          | [ 神奈川県統計 15 ] |
| 2014年（平成26年） | 31,017 | 59,693   | 33,308          | [ 神奈川県統計 16 ] |
| 2015年（平成27年） | 32,334 | 61,355   | 34,566          | [ 神奈川県統計 17 ] |
| 2016年（平成28年） | 32,682 | 62,409   | 35,310          | [ 神奈川県統計 18 ] |
| 2017年（平成29年） | 33,307 | 63,110   | 36,090          |                     |
| 2018年（平成30年） |        | 65,768   | 37,162          |                     |
| 2019年（令和元年） |        | 65,351   |                 |                     |

### 備註
1. ↑  1985年3月14日開業。開業日起至同年3月31日為止合計18日間資料。

## 車站周邊

### 地下鐵出口
- 出口1
  - JR新橫濱站
  - ASTY
  - Bic Camera
- 出口2
- 出口3-1
  - 新橫濱優雅酒店（新横浜グレイスホテル，Shin Yokohama Grace Hotel）
- 出口3-2
  - 新橫濱王子飯店
- 出口4
  - 新橫濱站巴士停留所
- 出口5（搬遷中）
- 出口6（2014年8月2日起關閉）
  - 橫濱體育館（横浜アリーナ）
- 出口7
- 出口8
  - 橫濱國際總合競技場（日產球場）
  - 新橫濱拉麵博物館

## 相鄰車站
東海旅客鐵道
東海道新幹線
品川－新橫濱－小田原
 東日本旅客鐵道
 橫濱線
■快速
菊名（JH 15）－新橫濱（JH 16）－鴨居（JH 18）
■各站停車
菊名（JH 15）－新橫濱（JH 16）－小（JH 17）
 橫濱市營地下鐵
 藍線（3號線）
■快速
橫濱（B20）－新橫濱（B25）－新羽（B27）
■普通
岸根公園（B24）－新橫濱（B25）－北新橫濱（B26）
 相模鐵道、 東京急行電鐵
相鐵新橫濱線、東急新橫濱線（相鐵·東急直通線）
羽澤橫濱國大（SO51）（相鐵新橫濱線）－新橫濱（MG11）（SO52）－新綱島（SH03）（東急新橫濱線）

### 利用狀況
JR、地下鐵的1日平均使用人數
1. ↑  各駅の乗車人員 （页面存档备份，存于） - JR東日本

JR東日本1999年度以後的上車人次
1. ↑  各駅の乗車人員（1999年度） （页面存档备份，存于） - JR東日本
2. ↑  各駅の乗車人員（2000年度） （页面存档备份，存于） - JR東日本
3. ↑  各駅の乗車人員（2001年度） （页面存档备份，存于） - JR東日本
4. ↑  各駅の乗車人員（2002年度） （页面存档备份，存于） - JR東日本
5. ↑  各駅の乗車人員（2003年度） （页面存档备份，存于） - JR東日本
6. ↑  各駅の乗車人員（2004年度） （页面存档备份，存于） - JR東日本
7. ↑  各駅の乗車人員（2005年度） （页面存档备份，存于） - JR東日本
8. ↑  各駅の乗車人員（2006年度） （页面存档备份，存于） - JR東日本
9. ↑  各駅の乗車人員（2007年度） （页面存档备份，存于） - JR東日本
10. ↑  各駅の乗車人員（2008年度） （页面存档备份，存于） - JR東日本
11. ↑  各駅の乗車人員（2009年度） （页面存档备份，存于） - JR東日本
12. ↑  各駅の乗車人員（2010年度） （页面存档备份，存于） - JR東日本
13. ↑  各駅の乗車人員（2011年度） （页面存档备份，存于） - JR東日本
14. ↑  各駅の乗車人員（2012年度） （页面存档备份，存于） - JR東日本
15. ↑  各駅の乗車人員（2013年度） （页面存档备份，存于） - JR東日本
16. ↑  各駅の乗車人員（2014年度） （页面存档备份，存于） - JR東日本
17. ↑  各駅の乗車人員（2015年度） （页面存档备份，存于） - JR東日本
18. ↑  各駅の乗車人員（2016年度） （页面存档备份，存于） - JR東日本
19. ↑  各駅の乗車人員（2017年度） （页面存档备份，存于） - JR東日本
20. ↑  各駅の乗車人員（2018年度） （页面存档备份，存于） - JR東日本
21. ↑  各駅の乗車人員（2019年度） （页面存档备份，存于） - JR東日本

JR、地下鐵的統計資料
1. 1 2 3 4  横浜市統計ポータル （页面存档备份，存于） - 横浜市
2. ↑   (PDF).   [2018-02-18]. （原始内容 (PDF)存档于2017-08-01）.

神奈川縣縣勢要覽
1. ↑  平成12年
2. 1 2  平成13年PDF
3. ↑  平成14年PDF
4. ↑  平成15年PDF
5. ↑  平成16年PDF
6. ↑  平成17年PDF
7. ↑  平成18年PDF
8. ↑  平成19年PDF
9. ↑  平成20年PDF
10. ↑  平成21年PDF
11. ↑  平成22年PDF
12. ↑  平成23年PDF
13. ↑  平成24年PDF
14. ↑  平成25年PDF
15. ↑  平成26年PDF
16. ↑  平成27年PDF
17. ↑  平成28年PDF
18. ↑  平成29年PDF

## 外部連結
- 新橫濱 - 東海旅客鐵道
- 車站資訊（新橫濱）：東日本旅客鐵道
- 新橫濱站 （页面存档备份，存于） - 橫濱市交通局
- 新横浜駅 （页面存档备份，存于） - 東急電鐵
- 新横浜駅 （页面存档备份，存于） - 相鐵集團

35°30′27″N 139°37′4″E / 35.50750°N 139.61778°E